# TR/ST
Pour les articles homonymes, voir Trust.
TR/ST (prononcé Trust), est un projet musical canadien originaire de Toronto, créé par Robert Alfons et Maya Postepski en 2010.
En 2012, Maya Postepski quitte le projet. Elle revient en 2016 pour l'aider dans l'écriture et la production des morceaux pour les albums The Destroyer 1 et The Destroyer 2 qui paraitront en 2019.

## Carrière

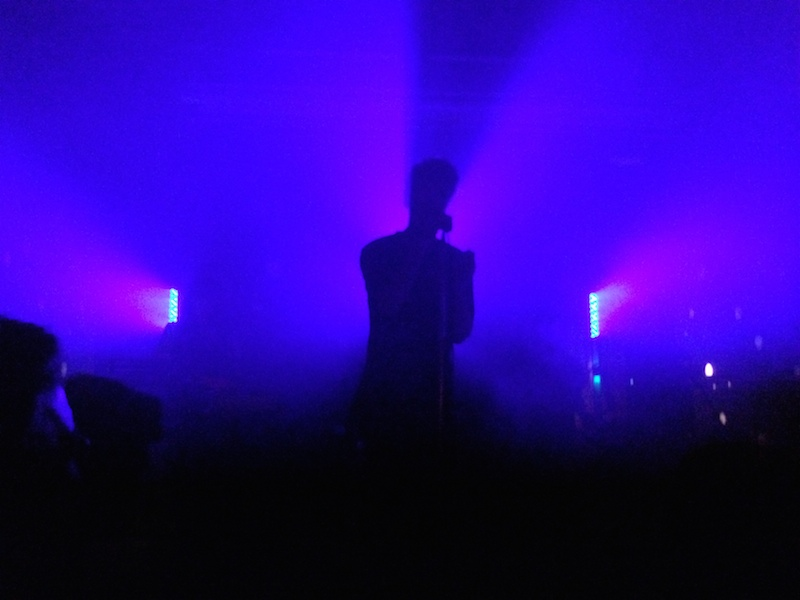
TR/ST en concert en 2014.

Robert Alfons (né le 11 avril 1987), rencontre Maya Postepski (née le 6 mars 1986), à la fin de l'année 2009, et commence à écrire ensemble. Ils forment le groupe en janvier 2010, insistant sur le fait qu'ils sont plus qu'un projet parallèle de Austra. Le groupe démarre avec le label Sacred Bones Records, publiant un premier single Candy Walls et Bulbform en 2011 ; avec ce dernier, ils signent avec le label Arts and Crafts la même année.
Ils publient leur premier album à succès, TRST, le 28 février 2012 chez Arts and Crafts. Luis-Enrique Arrazola du National Post dit (de leur concert à Toronto), que « Trust a offert une incroyable performance prouvant qu'il s'agit d'un groupe sans concession. » Larry Fitzmaurice de Pitchfork attribue à l'album  une note de 7,4 sur 10. Il est aussi listé huitième de la liste des meilleurs albums de 2012 établi par Insound et se classe 37e du top 50 des albums de 2012 établi par Under the Radar.
Peu après la sortie de l'album, Maya Postepski quitte le groupe pour se consacrer à Austra et à son projet solo, Princess Century,.
Joyland est publié en mars 2014. Il reçoit de bonnes critiques, et se classe 12e des Billboard Dance/Electronic Albums.
En 2019, Alfons sort deux albums, The Destroyer 1 & 2.

## Membres

### Studio

#### Membre actuel
- Robert Alfons - chants, instruments, mixage audio, production musicale (depuis 2010)

#### Ancien membre
- Maya Postepski - instruments, mixage audio, production musicale (2010 – 2012 ; 2016 – 2019)

### Live

#### Membres actuels
- Robert Alfons - chant (depuis 2010)
- Lia Braswell - percussions (depuis 2019)
- Robin Hatch - claviers (depuis 2024)

#### Anciens membres
- Maya Postepski – percussions (2010 – 2012) ; claviers (2019)
- Carolyn Gordon – claviers (2011 – 2012)
- Cameron Findlay – batterie (2012)
- Anne Gauthier – percussions (2013 – 2018)
- Esther Munits – claviers  (2013 – 2023)

## Discographie
La discographie de TR/ST compte 5 albums studio, 2 EP et 26 singles.

### Singles
| Année | Single                            | Face B                                             | Album                                    |
| ----- | --------------------------------- | -------------------------------------------------- | ---------------------------------------- |
| 2011  | Not A Waste Of Sky                |                                                    | Sacred Bones Presents: Todo Muere Vol. 1 |
| 2011  | Candy Walls                       | Trinity                                            | TRST                                     |
| 2011  | Bulbform                          | F.T.F                                              | TRST                                     |
| 2012  | Sulk                              | The Dazzle                                         | TRST                                     |
| 2012  | Dressed For Space                 |                                                    | TRST                                     |
| 2013  | Heaven                            | Heaven (Cloudland Mix) Sulk (Sir Stephen Hips Mix) | TRST                                     |
| 2014  | Rescue, Mister                    |                                                    | Joyland                                  |
| 2014  | Capitol                           |                                                    | Joyland                                  |
| 2014  | Are We Arc?                       |                                                    | Joyland                                  |
| 2015  | Slug                              |                                                    | TR/ST EP                                 |
| 2019  | Bicep                             |                                                    | The Destroyer, Vol. 1                    |
| 2019  | Gone                              |                                                    | The Destroyer, Vol. 1                    |
| 2019  | Unbleached                        |                                                    | The Destroyer, Vol. 1                    |
| 2019  | Grouch                            |                                                    | The Destroyer, Vol. 1                    |
| 2019  | Colossal                          |                                                    | The Destroyer, Vol. 1                    |
| 2019  | Control Me                        |                                                    | The Destroyer, Vol. 1                    |
| 2019  | Iris                              |                                                    | The Destroyer, Vol. 2                    |
| 2019  | Destroyer                         |                                                    | The Destroyer, Vol. 2                    |
| 2019  | The Stain                         |                                                    | The Destroyer, Vol. 2                    |
| 2019  | cor                               |                                                    | The Destroyer, Vol. 2                    |
| 2022  | The Shore                         |                                                    |                                          |
| 2023  | Robrash                           |                                                    | TR/ST EP                                 |
| 2024  | Soon                              |                                                    | Performance                              |
| 2024  | All at Once                       |                                                    | Performance                              |
| 2024  | Dark Days                         |                                                    | Performance                              |
| 2024  | Off with Her Tits (feat. Allie X) |                                                    |                                          |

## Clips vidéos
- 2012 : Sulk
- 2014 : 'Rescue, Mister'
- 2014 : Are We Arc ?
- 2015 : Slug
- 2019 : Iris